# رینزی ام. جانستون
رینزی ام. جانستون (به انگلیسی: Rienzi M. Johnston) سناتور سابق عضو حزب دموکرات ایالات متحده آمریکا بود. وی در سال 1913 میلادی سناتور ایالت تگزاس در سنای ایالات متحده آمریکا بود.